# 9/11 위원회

위원회 로고

미국을 향한 테러에 대한 조사위원회(National Commission on Terrorist Attacks Upon the United States) 또는 9/11 위원회는 2002년 11월 17일 결성된 위원회이다. 목적은 "9.11 테러를 둘러싼 모든 상황을 조사하고 준비 과정을 분석, 차후 테러에 대한 대비 및 즉각적 조치를 연구"하는 것이다.
위원회는 전 뉴저지 주지사 토머스 킨, 민주당원 5명, 공화당원 5명으로 구성되었다. 이 위원회는 미국 의회에서 가결되어 미국의 대통령 조지 W. 부시의 법안 서명으로 만들어졌다.
이 위원회에서 발간한 보고서는 광범위한 증언과 인터뷰를 통해 만들어졌다. 마지막 보고서를 발간한 후, 2004년 8월 21일 위원회를 해체했다.

## 위원회 의원 목록

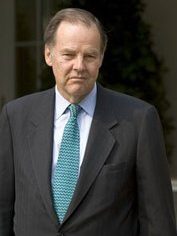
9/11 위원회 의장인 토머스 킨

- 토머스 킨 (의장) - 전 뉴저지 주지사이자 공화당원
- 리 H. 해밀턴 (부의장) - 민주당원. 전 인디애나주 9 지구 하원의원
- 리차드 벤베니스테 - 민주당원
- 맥스 클레랜드 - 민주당원[2]
- 프레드 F. 필딩 - 공화당원
- 제이미 골레릭 - 민주당원
- 슬래이드 고튼 - 공화당원
- 밥 케리 - 민주당원
- 존 레멘 - 공화당원
- 티모시 J. 로머 - 민주당원
- 제임스 R. 톰프슨 - 공화당원

## 추가 자료
- Without Precedent: The Inside Story of the 9/11 Commission, by Thomas H Kean and Lee H. Hamilton (Random House, August 2006) ISBN 0-307-26377-0
- The Commission: The Uncensored History of the 9/11 Investigation, by Philip Shenon (the Twelve - Jan. 2008), ISBN 978-0-446-58075-5
- The Next Ten Years of Post-9/11 Security Efforts, Q&A with 9/11 Commissioner Slade Gorton (July 2011)